# Kruisafneming (Rubens)
Een bekend werk van Peter Paul Rubens is de Kruisafneming van 1611.
Het drieluik staat opgesteld boven een altaar in de O.L.-Vrouwekathedraal van de stad Antwerpen en is een van de zeven wonderen van België.

## Geschiedenis
Dit retabel werd besteld door de Kolveniersgilde te Antwerpen om hun gildealtaar in de kruisbeuk van de O.L.-Vrouwekathedraal van een "Nieuwen Aultaer" te voorzien. Dit was een uitvoering van een van de vredesvoorwaarden die Alexander Farnese had bedongen toen hij Antwerpen in 1585 voor de Spaanse Kroon had heroverd. Het kwam hierop neer dat de altaren van de kerken die onder het calvinistisch bewind waren ontmanteld, hun oude luister zouden terugkrijgen.

De nieuwe politieke situatie tijdens het Twaalfjarig Bestand onder het bewind van de aartshertogen Albrecht van Oostenrijk en Isabella van Spanje waren ook gunstig voor deze grote bestelling van een altaarstuk bij Rubens en zijn medewerkers.

## Beschrijving

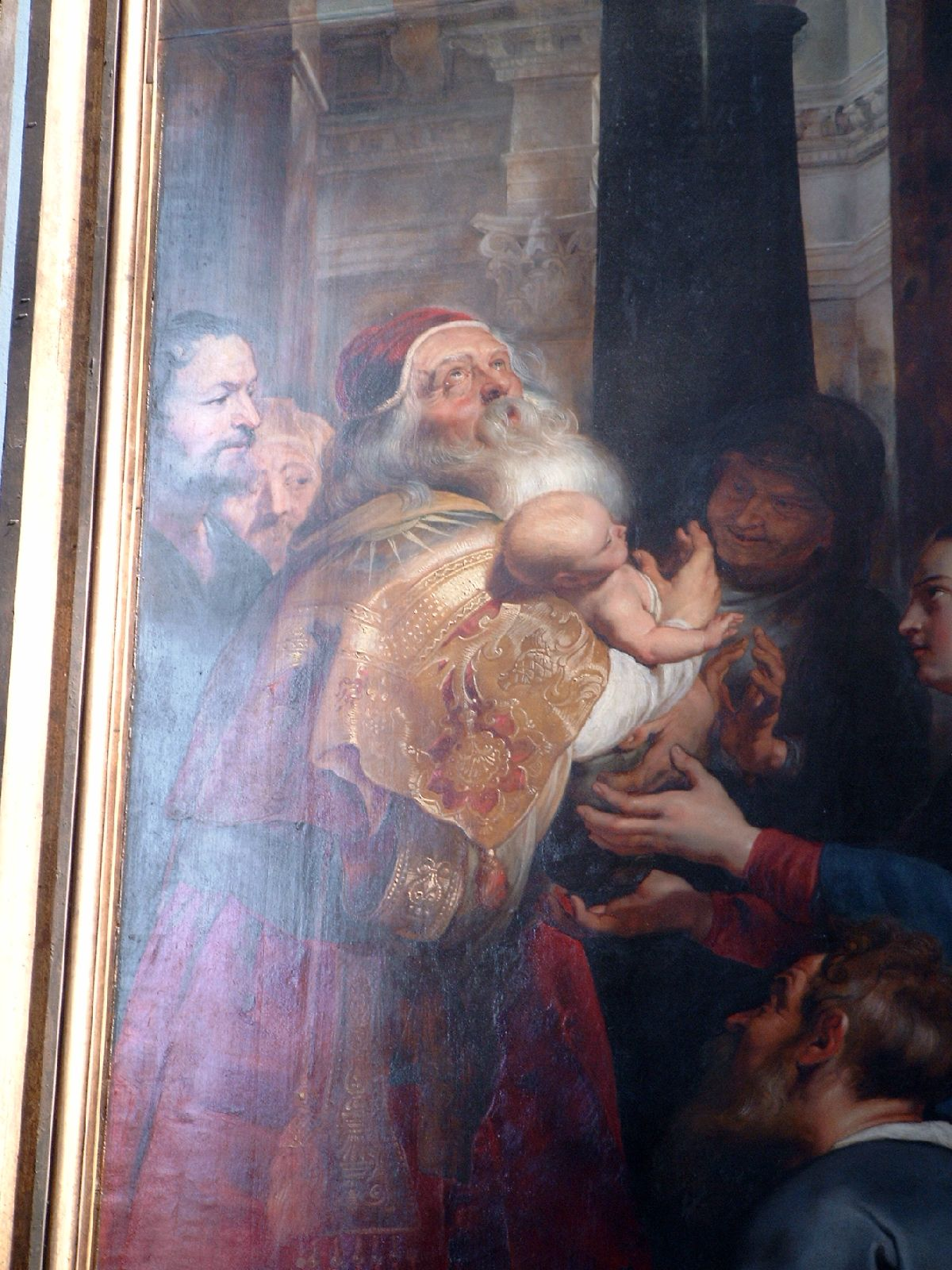
Rechterpaneel van de Kruisafneming

Alle afgebeelde thema's op de voor- en achterkant van het werk hebben iets te maken met "het dragen van Christus". Op de achterzijde bevindt zich links de heilige Christoffel, Χριστόφορος, "drager van Christus" in het Grieks. Links op de voorzijde de Visitatie met de moeder die het kind draagt; rechts de profeet Simeon met de opdracht in de tempel; op het grote middenpaneel onder meer Nicodemus die het dode lichaam van Christus van het kruis helpt dragen.
Daarnaast bevat het schilderij nog een tweede thema. Dit wordt ingeluid door Simeon, die de ogen heeft opgeslagen en duidelijk iets zegt. Hij heft een lofzang aan waarin hij het kind omschrijft als "een licht dat voor de heidenen straalt" (Lc. 2:32). Dat Jezus Christus het Licht van de wereld is, wordt ook benadrukt in het middenpaneel. Het is volledig donker en toch is er licht. De lichtbron is het dode lichaam van Jezus, dat de omgeving belicht. Dit verklaart de vreemde schaduw op het gelaat van Johannes: hij staat in tegenlicht.
Het zijn Jezus' vrienden die het dode bleke lichaam van het kruis hebben losgemaakt, hem voorzichtig laten zakken en in een lijkwade hullen. Het is nacht en alles is stil. Vier mannen staan op vier ladders: twee over de dwarsbalk gebogen en dan halverwege, twee ter weerszijden. Onderaan, met een voet al op de grond, staat de jonge evangelist Johannes om het achterovervallende zware lijk op te vangen, de spieren van zijn linkerbeen staan strak gespannen. Johannes is gekleed in een stralend rood gewaad. Via de straling van dat warme rood worden we beter gewaar hoe vaag het licht in dit schilderij verder is en hoe omfloerst de sfeer. Door de koele belichting ontstaat een haast sculpturaal effect. Links tegenover Johannes probeert Maria haar zoon aan te raken; linksonder zien wij, geknield, de andere Maria en Maria Magdalena, die een der benen vasthoudt. Opvallend is dat eigenlijk geen van die figuren de dode stevig vastpakt. Wel zijn ze allen in de mooiste houding neergezet, elke houding een briljant soort ornament. Misschien konden zij daardoor het lijk maar licht beroeren: om hun schoonheid niet te veel te compromitteren. In de keuze tussen het vertonen van fysieke inspanning of demonstratieve schoonheid, had Rubens voor het laatste gekozen. Alle figuren op dit middenpaneel zijn gekleed. Daar wordt de schoonheid, de bellezza die hij in Italië had geleerd, uitgedrukt door opulent geplooide gewaden in rijke kleuren – en in de bevallige houdingen waarmee ze gedragen werden. De naakte Christus ziet eruit als een bleek vedergewicht zoals hij daar hangt, wonderlijk mooi, omgeven door een kleurrijke krans van figuren.
Niettemin is de Kruisafneming gehuld in een sfeer van droeve rouw, dat benadrukt wordt door de zwarte randen, die terug trachten binnen te sluipen nu Christus gestorven is.

## Kenmerken
In dit werk komen alle kenmerken van de barok terug:
- dynamisch van vorm
- overheersende diagonale lijn in de compositie van linksonder naar rechtsboven (dit is een duidelijk aanwezig beeld-as)
- kleur-tegen-kleurcontrast met de drie hoofdkleuren rood, blauw en geel, gevat in een cirkel en een driehoek
- licht-donker contrast of clair-obscur

De beeld-as vertoont een stijgende beweging, terwijl het afhalen van het kruis daarmee in strijd is, dat is afdalend. De dynamiek in deze compositie wordt vooral bewerkstelligd door deze elkaar tegenwerkende krachten.